# John Stephens Wood
John Stephens Wood (* 8. Februar 1885 bei Ball Ground, Cherokee County, Georgia; † 12. September 1968 in Marietta, Georgia) war ein US-amerikanischer Politiker, der der Demokratischen Partei angehörte.  Vom 4. März 1931 bis zum 3. Januar 1935 (72. und 73. Kongress) und vom 3. Januar 1945 bis zum 3. Januar 1953 (79. bis 82. Kongress) war er als Abgeordneter des 9. Congressional (Wahl-)Distrikts von Georgia  Mitglied des Repräsentantenhauses. Als Vorsitzender des Komitees für unamerikanische Umtriebe (House Un-American Activities Committee – HUAC) spielte er eine herausragende Rolle bei der Überprüfung der Kommunistischen Partei der USA und der Unterhaltungsindustrie.

## Werdegang
John Wood besuchte die öffentlichen Schulen seiner Heimat und danach das North Georgia Agricultural College in Dahlonega. Nach einem anschließenden Jurastudium an der Mercer University in Macon und seiner im Jahr 1910 erfolgten Zulassung als Rechtsanwalt begann er in Jasper in seinem neuen Beruf zu  arbeiten. Gleichzeitig schlug er als Mitglied der Demokratischen Partei eine politische Laufbahn ein. 1917 wurde er in das Repräsentantenhaus von Georgia gewählt. In den Jahren 1921 bis 1925 war Wood Staatsanwalt im Blue-Ridge-Gerichtsbezirk. Anschließend war er im gleichen Bezirk bis 1931 als Richter tätig.
Bei den Kongresswahlen des Jahres 1930 wurde Wood im neunten Wahlbezirk von Georgia in das US-Repräsentantenhaus in Washington, D.C. gewählt, wo er am 4. März 1931 die Nachfolge von Thomas Montgomery Bell antrat. Nach einer Wiederwahl konnte er bis zum 3. Januar 1935 zwei Legislaturperioden im Kongress absolvieren. Diese waren von der Weltwirtschaftskrise geprägt. Seit 1933 wurden im Kongress die ersten New-Deal-Gesetze der Bundesregierung verabschiedet. Im Jahr 1933 wurden auch der 20. und der 21. Verfassungszusatz beraten und beschlossen.
Wood wurde 1934 von seiner Partei nicht für eine Wiederwahl nominiert. In den folgenden Jahren arbeitete er wieder als Anwalt. Bei den Wahlen des Jahres 1944 wurde er dann erneut in den Kongress gewählt, wo er am 3. Januar 1945 die Nachfolge von B. Frank Whelchel antrat, der zuvor 1935 Woods Nachfolger geworden war. Nach zwei weiteren Wahlen konnte Wood bis zum 3. Januar 1953 im US-Repräsentantenhaus verbleiben. In dieser Zeit endete der Zweite Weltkrieg.
Wood war von 1945 bis 1947 (79. Kongress) und von 1949 bis 1953 (82. + 83. Kongress) Vorsitzender des Ausschusses für unamerikanische Umtriebe, der unter anderem die Verbindungen zwischen der Kommunistischen Partei und der Entertainmentbranche untersuchte, woraus die Hollywood Blacklist resultierte.
Wood wurde von seinen Kritikern damals vorgeworfen, in seiner Eigenschaft als Vorsitzender des Ausschusses für unamerikanische Umtriebe die Aktivitäten des Ku-Klux-Klan völlig außer Acht zu lassen. 1951 wurde im Kongress der 22. Verfassungszusatz verabschiedet. In diesen Jahren begannen auch der Kalte Krieg und die Bürgerrechtsbewegung.
1952 verzichtete John Wood auf eine weitere Kandidatur für das US-Repräsentantenhaus. In den folgenden Jahren arbeitete er in Canton als Rechtsanwalt. Später musste er wegen seines schlechter werdenden Gesundheitszustandes diesen Beruf aufgeben. John Wood starb am 12. September 1968 in Marietta und wurde in Atlanta beigesetzt.